# クリスエヴァート
クリスエヴァート、クリスエバート(Chris Evert、1971年 - 2001年)はアメリカ合衆国の競走馬、繁殖牝馬。1974年のニューヨーク牝馬三冠馬、エクリプス賞最優秀3歳牝馬。1988年にアメリカ競馬名誉の殿堂博物館に殿堂馬として選出された。

## 経歴
カール・ローゼンはキーンランドイヤリングセールで栗毛の牝馬を32000ドルで購入し、ローゼンの所有するスポーツ用品店のバックアップを受けていた若手のテニスプレイヤー・クリス・エバートにちなんでクリスエヴァートと名付けられた。

### 戦績
1973年はメイドン、アローワンスと勝利しG1競走のフリゼットステークスに駒を進めたが2着に敗れた。その後はG3競走のゴールデンロッドステークス、デモワゼルステークスと連勝し2歳シーズンを終えた。
3歳になり、緒戦は3着に敗れたものの分割競走として施行されたエイコーンステークスで前走で敗れたクリアコピーに雪辱を果たし、マザーグースステークスでも勝利。三冠目であるコーチングクラブアメリカンオークスでも勝利し史上3頭目のニューヨーク牝馬三冠馬となった。
ハリウッドオークスに勝利したミスマスケットの馬主アーロン・ジョーンズはローゼンに互いに100,000ドルずつ出し合い、勝者が全ての賞金を得るというルールでマッチレースを持ちかけた。これにハリウッドパーク競馬場がさらに150,000ドルを出して"ハリウッドスペシャルステークス"の名でマッチレースが行われることになった。賞金350,000ドルは当時行われていたどの競走の賞金よりも高かった。そして東海岸で活躍したクリスエヴァートと、西海岸で活躍したミスマスケットとのマッチレースが実現したが、レースは一方的な展開となり、クリスエヴァートがミスマスケットに50馬身もの差をつけて優勝した。
ニューヨークに戻りアラバマステークスに出走したがクビ差の2着に敗れ、牡馬相手となるトラヴァーズステークスでは2番人気に推されたが3着に敗れた。その後年末のカニヴァーステークスで復帰し勝利、4歳になると再び西海岸に行きラカナダステークスで勝利した。その後のサンタマルガリータハンデキャップでは1番人気に推されたが8着に大敗し引退した。

### 競走成績
| 出走日     | 競馬場             | 競走名                | 格 | 距離  | 着順 | 騎手           | 着差      | 1着（2着）馬    |
| ---------- | ------------------ | --------------------- | -- | ----- | ---- | -------------- | --------- | --------------- |
| 1973.09.14 | ベルモントパーク   | メイドン              |    | D6f   | 1着  | L.ピンカイ,Jr. | 1 3/4馬身 | (Maud Muller)   |
| 1973.10.02 | ベルモントパーク   | アローワンス          |    | D6f   | 1着  | L.ピンカイ,Jr. | 3 1/4馬身 | (Flshing Lady)  |
| 1973.10.06 | ベルモントパーク   | フリゼットS           | G1 | D8f   | 2着  | M.カスタネダ   | 1/2馬身   | Bundler         |
| 1973.11.03 | チャーチルダウンズ | ゴールデンロッドS     | G3 | D7f   | 1着  | L.ピンカイ,Jr. | 1 1/4馬身 | (Bundler)       |
| 1973.11.14 | アケダクト         | デモワゼルS           | G3 | D8f   | 1着  | L.ピンカイ,Jr. | 1 1/4馬身 | (Ambalero)      |
| 1974.05.01 | アケダクト         | カムリーS             | G3 | D7f   | 3着  | J.ヴェラスケス | 4 1/2馬身 | Clear Copy      |
| 1974.05.11 | アケダクト         | エイコーンS           | G1 | D8f   | 1着  | J.ヴェラスケス | 3/4馬身   | (Clear Copy)    |
| 1974.06.01 | ベルモントパーク   | マザーグースS         | G1 | D9f   | 1着  | J.ヴェラスケス | 1/2馬身   | (Maud Muller)   |
| 1974.06.22 | ベルモントパーク   | CCAオークス           | G1 | D12f  | 1着  | J.ヴェラスケス | 3 1/2馬身 | (Fiesta Libre)  |
| 1974.07.20 | ハリウッドパーク   | ハリウッドスペシャルS |    | D10f  | 1着  | J.ヴェラスケス | 50馬身    | (Miss Musket)   |
| 1974.08.10 | サラトガ           | アラバマS             | G1 | D10f  | 2着  | J.ヴェラスケス | クビ      | Quaze Quilt     |
| 1974.08.17 | サラトガ           | トラヴァーズS         | G1 | D10f  | 3着  | J.ヴェラスケス | 4 1/2馬身 | Holding Pattern |
| 1974.12.31 | アケダクト         | カニヴァーS           |    | D6f   | 1着  | J.ヴェラスケス | 1/2馬身   | (Superstitious) |
| 1975.02.01 | サンタアニタ       | ラカナダS             |    | D8.5f | 1着  | J.ヴェラスケス | ハナ      | (Mercy Dee)     |
| 1975.03.01 | サンタアニタ       | サンタマルガリータH   | G1 | D9f   | 8着  | J.ヴェラスケス | 7 1/4馬身 | Tizna           |

## 引退後
引退後はカール・ローゼンの馬産における基礎牝馬となるため、できて間もないスリーチムニーズファームで繁殖牝馬となった。母の名から、テニスに関係した名を付けられた産駒が多い。シックスクラウンズとウィンブルドンスターがステークスウィナーになったほか、産駒の5頭の牝馬は繁殖にあがったのち仔や孫にステークスウィナーを輩出するなど、その牝系は大きく発展した。特に、シックスクラウンズはチーフズクラウンやクラシッククラウンを輩出し、チーフズクラウンは種牡馬として成功している。クリスエヴァートは1990年に繁殖からも引退していたが、2001年に老化による衰弱のため安楽死の処置がとられ、スリーチムニーズファームに埋葬された。
1988年にアメリカ競馬名誉の殿堂博物館に殿堂馬として選出された。

## ファミリーライン
牝系図の主要な部分（G1競走優勝馬、日本の重賞馬、その他個別記事のある馬）は以下の通り。*は日本に輸入された馬。
牝系図の出典：galopp-sieger
- Piping Peg's Dam --- F-No.23始祖
  - （9代省略）
    - Turk Mare 1770 --- F-No.23-b始祖
      - （17代省略）
        - Miss Carmie 1966 ---ミスカーミー系へ
          - Chris Evert 1971---↓（改行）

---クリスエヴァート系
- Chris Evert 1971
  - Six Crowns 1976
    - Cheif's Crown 1982 牡（BCジュヴェナイルなどGI8勝）
    - *クラシッククラウン 1985（フリゼットS、ガゼルH）
      - *レディダンズ 1991
        - エイシンパンジー 2000
          - ケンホファヴァルト 2013 牡（京都ジャンプS）

        - エーシンジーライン 2005 牡（小倉大賞典）

      - クラウンピース 1997
        - リーチザクラウン 2006 牡（マイラーズC、きさらぎ賞）

    - *ジュエルドクラウン 1988
      - シルクフェニックス 1993（エンプレス杯）

  - Tournament Star 1978
    - *ファーストサービス1985
      - セカンドサービス 1994
        - セカンドノホシ 2001
          - スプリングボックス 2014 牡（小倉サマージャンプ）

  - Wimbledon Star 1979
    - Sunrise Symphony 1990
      - *ファーストバイオリン 1998
        - Dominican 2004 セン（ブルーグラスS）
        - サウンズオブアース 2011 牡

  - Nijinsky Star 1980
    - *リバッサー 1989
      - Road Harbour 1996
        - Kings Will Dream 2014 セン（ターンブルS）

    - Viviana 1990
      - Sightseek 1999（ベルデイムS2回などGI7勝）
      - Quest to Peak 2002
        - Special Duty 2007（英1000ギニー、仏1000ギニー、チェヴァリーパークS）
        - Exemplify 2008
          - Expert Eye 2015 牡（BCマイル）

    - Willstar 1977
      - Prima Centauri 1998
        - Arabian Song 2008
          - Country Grammer 2017 牡（ドバイワールドC、ハリウッドゴールドC）

      - Etoile Montante 2000（フォレ賞）
      - Uno Duo 2010
        - Obligatory 2018（ダービーシティディスタフS）

## 血統表
| クリスエヴァート (Chris Evert)の血統（テディ系 / Bull Dog 3×5.5=18.25%、The Porter 5×5=6.25%） | クリスエヴァート (Chris Evert)の血統（テディ系 / Bull Dog 3×5.5=18.25%、The Porter 5×5=6.25%） | クリスエヴァート (Chris Evert)の血統（テディ系 / Bull Dog 3×5.5=18.25%、The Porter 5×5=6.25%） | （血統表の出典）  | （血統表の出典） |
| 父 Swoon's Son 1953 鹿毛                                                                       | 父の父The Doge 1942 鹿毛                                                                       | Bull Dog                                                                                       | Teddy             | Teddy            |
| 父 Swoon's Son 1953 鹿毛                                                                       | 父の父The Doge 1942 鹿毛                                                                       | Bull Dog                                                                                       | Plucky Liege      |                  |
| 父 Swoon's Son 1953 鹿毛                                                                       | 父の父The Doge 1942 鹿毛                                                                       | My Auntie                                                                                      | Busy American     | Busy American    |
| 父 Swoon's Son 1953 鹿毛                                                                       | 父の父The Doge 1942 鹿毛                                                                       | My Auntie                                                                                      | Babe K.           |                  |
| 父 Swoon's Son 1953 鹿毛                                                                       | 父の母Swoon 1942 栗毛                                                                          | Sweep Like                                                                                     | Sweep             | Sweep            |
| 父 Swoon's Son 1953 鹿毛                                                                       | 父の母Swoon 1942 栗毛                                                                          | Sweep Like                                                                                     | Lady Braxted      |                  |
| 父 Swoon's Son 1953 鹿毛                                                                       | 父の母Swoon 1942 栗毛                                                                          | Sadie Greenock                                                                                 | Greenock          | Greenock         |
| 父 Swoon's Son 1953 鹿毛                                                                       | 父の母Swoon 1942 栗毛                                                                          | Sadie Greenock                                                                                 | Silk Lady         |                  |
| 母 Miss Carmie 1966 鹿毛                                                                       | 母の父T.V. Lark 1957 鹿毛                                                                      | Indian Hemp                                                                                    | Nasrullah         | Nasrullah        |
| 母 Miss Carmie 1966 鹿毛                                                                       | 母の父T.V. Lark 1957 鹿毛                                                                      | Indian Hemp                                                                                    | Sabzy             |                  |
| 母 Miss Carmie 1966 鹿毛                                                                       | 母の父T.V. Lark 1957 鹿毛                                                                      | Miss Larksfly                                                                                  | Heelely           | Heelely          |
| 母 Miss Carmie 1966 鹿毛                                                                       | 母の父T.V. Lark 1957 鹿毛                                                                      | Miss Larksfly                                                                                  | Larksnest         |                  |
| 母 Miss Carmie 1966 鹿毛                                                                       | 母の母Twice Over 1956 黒鹿毛                                                                   | Ponder                                                                                         | Pensive           | Pensive          |
| 母 Miss Carmie 1966 鹿毛                                                                       | 母の母Twice Over 1956 黒鹿毛                                                                   | Ponder                                                                                         | Miss Rushin       |                  |
| 母 Miss Carmie 1966 鹿毛                                                                       | 母の母Twice Over 1956 黒鹿毛                                                                   | Twosy                                                                                          | Bull Lea          | Bull Lea         |
| 母 Miss Carmie 1966 鹿毛                                                                       | 母の母Twice Over 1956 黒鹿毛                                                                   | Twosy                                                                                          | Two Bob F-No.23-b |                  |